# Conquête du Yunnan par la dynastie Ming

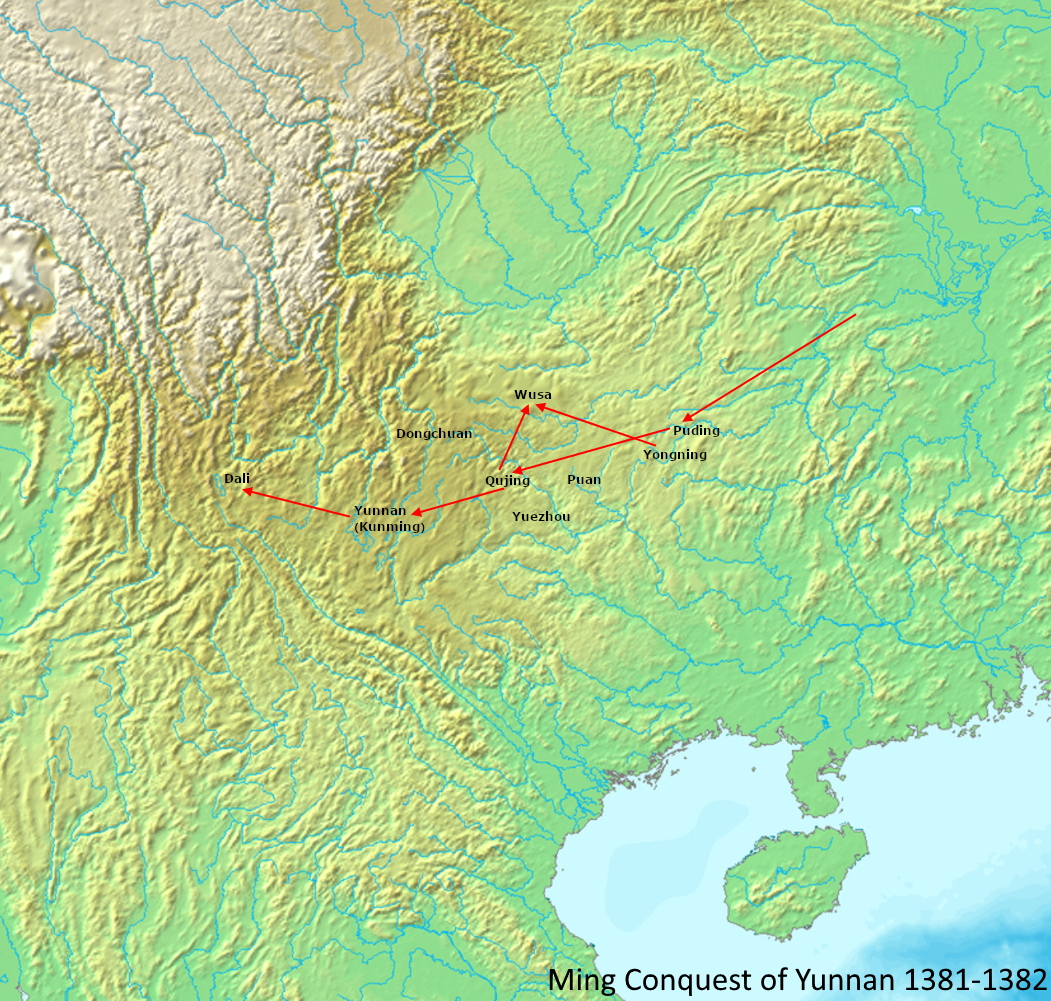
Carte de la conquête.

La conquête du Yunnan par la dynastie Ming est la phase finale de l'expulsion de la dynastie mongole Yuan du territoire chinois, par les Chinois de la dynastie Ming. Elle a lieu au début de la décennie 1380.

## Situation avant le conflit
À partir de 837, la région du Yunnan est contrôlée par le royaume de Dali. La situation change en 1253, lorsque le Khan Möngke envoie son frère Kubilai , le futur empereur de la dynastie Yuan, annexer ce royaume, afin de pouvoir prendre de flanc le territoire de la dynastie Song, que les Mongols tentent de conquérir depuis des années. Les armées mongoles s'emparent de Dali, la capitale, le 7 janvier 1253, et pacifient une grande partie du royaume en 1257.
En 1274, l'ancien royaume est officiellement réorganisé administrativement et devient la province du Yunnan, avec Sayyid Ajjal Shams al-Din Omar comme « directeur des affaires politiques du secrétariat régional du Yunnan », soit un rang équivalent à celui d'un gouverneur. Lorsqu'il prend son poste au Yunnan en 1274, Shams al-Din Omar fait de grands efforts pour propager dans la région à la fois l'Islam et le confucianisme, en ordonnant la construction à la fois de mosquées et de temples dédiés à Confucius, ainsi qu'en promouvant l'éducation confucéenne,.
Le Yunnan reste sous le contrôle de la dynastie Yuan durant les décennies suivantes, servant même de base arrière aux première et seconde invasions de la Birmanie par les Mongols.
En 1351 débute la révolte des Turbans rouges, qui va rapidement embraser tout le pays et s'achever par l'expulsion des Mongols de la Chine. Cette révolte débute par des soulèvements au Hebei et en Anhui, des provinces situées au Nord-Est de la Chine, soit totalement à l'opposé du Yunnan qui se situe au Sud-Ouest. À la fin de la décennie 1370, le Yunnan est le dernier territoire chinois encore contrôlé par des troupes fidèles aux Mongols et à la défunte dynastie Yuan. Hongwu, le fondateur et premier empereur de la dynastie Ming, décide alors de mettre un terme a cette résistance.

## Conflit
En 1381, Hongwu envoie une armée forte de 300 000 soldats prendre le contrôle du Yunnan et écraser ce qu'il reste de la dynastie Yuan. Les populations locales sont mises à contribution lors des combats, et c'est ainsi que l'on trouve des troupes chinoises musulmanes à la fois dans l'armée Ming et dans l'armée Yuan. C'est un général chinois musulman, Fu Youde, qui commande les troupes musulmanes de l'armée Ming. Il est assisté dans sa tâche par les généraux Mu Ying et Lan Yu, qui sont également des musulmans. Fu, Mu et Lan mènent ensemble l'attaque contre les troupes musulmanes de l'armée mongole.
Les combats sont âpres et la situation bascule définitivement en faveur des Ming le 6 janvier 1382, lorsque Basalawarmi, le prince de Liang et chef des troupes mongoles, se suicide après que les troupes de la dynastie Ming aient balayé les soldats fidèles au Yuan lors d'une bataille. La mort du prince marque la fin de la résistance mongole au Yunnan et les troupes chinoises finissent ensuite de conquérir et annexer la province. Après la fin des combats, les généraux Ming Lan Yu et Fu Youde font castrer 380 prisonniers mongols et musulmans, et un grand nombre d'entre eux deviennent ensuite des eunuques au service des empereurs Ming. Un de ces eunuques est Zheng He, célèbre marin et explorateur de la dynastie Ming.
Après leur victoire, Mu Ying et ses troupes reçoivent le statut héréditaire de garnison militaire de la dynastie Ming et restent dans la province, devenant, de facto, des colons. Ces soldats-colons chinois ont également écrasé les rébellions qui ont suivi l'annexion du Yunnan. Après la pacification de la région, ces colons Han ont épousé des femmes d'origines Han, Miao et Yao. Leurs descendants sont appelés « Tunbao » et vivent toujours actuellement au Yunnan. Ce surnom ne s'applique qu'aux descendants de ces soldats-colons musulmans et non à ceux des autres colons chinois qui se sont installés au Yunnan durant les siècles suivants.

## Lire également
- Campagne de la dynastie Ming contre l'Uriankhai